# Доминго, Рене
Рене́ Доминго́ (фр. René Domingo; 28 декабря 1928, Sourcieux-les-Mines — 13 июня 2013, Клермон-Ферран) — французский футболист, всю футбольную карьеру игравший за «Сент-Этьен».

## Биография

### Клубная карьера
Доминго дебютировал за «Сент-Этьен» 23 октября 1949 года в матче против «Сошо», который закончился поражением «святых» со счётом 6:2. В своём первом сезоне в «Сент-Этьене» Доминго закрепился в основном сезоне, а в следующем сезоне стал капитаном команды, которым оставался в течение многих лет.
В следующие 15 сезонов Доминго стал одним из ключевых игроков команды, в составе которой выиграл чемпионский титул в 1957 году и Кубок Франции 1962 года, но по окончании сезона клуб вылетел в Вторую лигу. Доминго продолжил играть за эту команду и в следующем сезоне помог «святым» вернуться в Высший дивизион, выиграв чемпионский титул в низшем дивизионе.
После возвращения команды в элитный дивизион, Доминго помог команде выиграть второй чемпионский титул. В январе 1964 года Доминго в матче с «Валансьеном» получил двойной перелом голени и после операции произошло смещение костей, что поставило крест на его дальнейшей карьере. Всего в составе «Сент-Этьена» во всех турнирах сыграл 456 матчей, в том числе 426 матчей в чемпионате Франции.

### Карьера в сборной
27 ноября 1957 года сыграл за сборную Франции единственный товарищеский матч со сборную Англии, который завершился победой Англии со счётом 4:0.

### Смерть
Скончался 13 июня 2013 года в Клермон-Ферране в возрасте 84 лет.

## Достижения
«Сент-Этьен»
- Чемпион Франции (2) : 1956/57, 1963/64
- Чемпион Франции (Лига 2) (1) : 1962/63[англ.]
- Обладатель Кубка Франции (1) : 1961/62
- Обладатель Суперкубка Франции (2) : 1957, 1962